# Roustam Minnikhanov
Roustam Minnikhanov Nurgaliyevich ( russe : Руста́м Нургали́евич Минниха́нов, tatar : Рөстәм Нургали улы Миңнеханов  ; né le 1er mars 1957) est un homme politique russe qui est le deuxième président du Tatarstan, sujet fédéral de Russie, depuis 2010. Il est docteur en sciences économiques.

## Biographie

### Jeunesse et éducation
Roustam Minnikhanov naît dans une famille tatar dans le district Rybno-Slobodsky (en) de la République socialiste soviétique autonome tatare.
Minnikhanov obtient un diplôme d'ingénieur mécanique de l'Institut agricole de Kazan en 1978 et devient un expert en produits de base à l'Institut de correspondance du commerce soviétique en 1986. 

### Carrière
Après avoir obtenu son diplôme de l'institut en 1978, Minnikhanov commence sa carrière en tant qu'ingénieur au sein de l'association du district Sabinsky de Selkhoztekhnika. Il travaille ensuite dans le district en tant qu'ingénieur principal et ingénieur électricien en chef dans une entreprise d'État de l'industrie du bois. Minnikhanov devient vice-président du conseil de la société de consommation du district.
De 1985 à 1993, il occupe différents postes administratifs dans le district Arsky. En 1993, il est nommé chef de l' administration du district de Vysokogorsky et, en novembre 1996, il est nommé ministre des finances de la République du Tatarstan. Du 10 juillet 1998 au 25 mars 2010, il est Premier ministre de la République du Tatarstan. Au cours de son mandat de Premier ministre républicain, Minnikhanov maintien sont implication dans l'industrie, notamment comme président du conseil d'administration de la compagnie pétrolière Tatneft de 2005 à 2006.  
Le 27 janvier 2010, le président russe Dmitri Medvedev nomme Roustam Minnikhanov comme nouveau président du Tatarstan. Celui-ci entre en fonction le 25 mars 2010.
Au cours de la crise de Crimée de 2014, Minnikhanov agit en tant que médiateur entre le Kremlin et la communauté tatare de Crimée.

## Vie privée
Minnikhanov est marié et père de deux fils. Son fils, Irek Minnikhanov, est décédé dans le crash du vol 363 de Tatarstan Airlines le 17 novembre 2013.

## Sports motorisés
Minnikhanov est un passionné de sport automobile. Il est un concurrent régulier du Championnat d'Europe FIA des pilotes de rallycross, en 2007 au volant d'une Citroën C4 T16 4x4 de 550 + ch qui a été construite et pilotée en 2006 par le suédois Kenneth Hansen. Pour les séries ERX 2008 et 2009, l'équipe de Hansen construit un tout nouveau C4 pour Minnikhanov. En 2002, 2003, 2004 et 2006, Minnikhanov remporte la catégorie camion de l'UAE Desert Challenge (une compétition de rallye raid) aux Emirats Arabes Unis avec son Kamaz 4911.

## Décorations

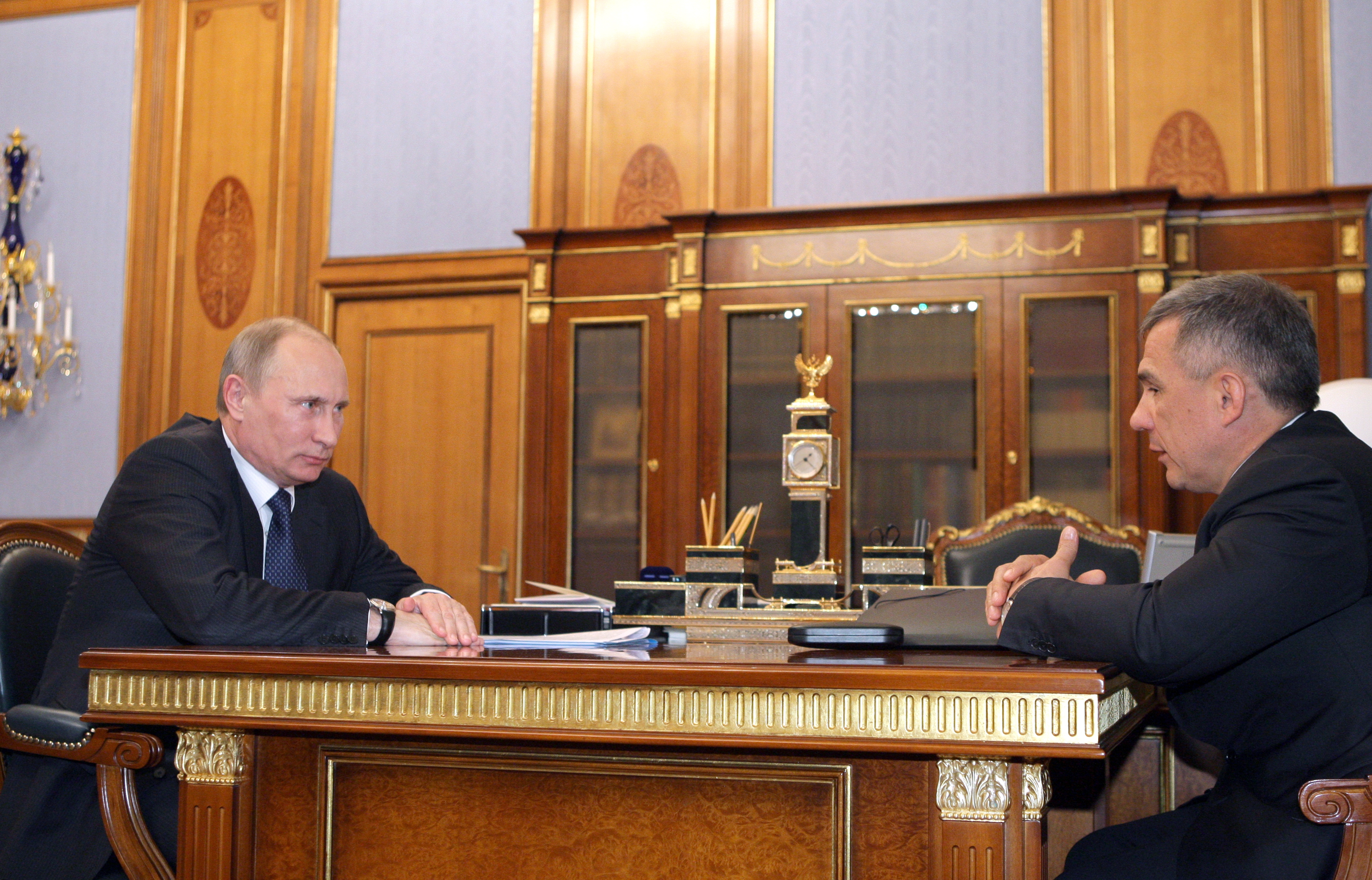
Roustam Minnikhanov avec le président russe Vladimir Poutine (28 mai 2011).

### Russes
- Deuxième classe de l'ordre du Mérite de la Patrie
- Médaille de l'ordre de l'Honneur
- Médaille de l'ordre de l'Amitié
- Médaille de l'ordre d'Alexandre Nevski
- Médaille de l'ordre du Mérite militaire
- Médaille « Pour contribution au renforcement de la défense de la fédération de Russie »

### Étrangères
- Première classe l'ordre de l'Amitié (Kazakhstan)
- Médaille de l'ordre de Danaker (Kirghizistan)
- Médaille de l'ordre de l'Indépendance (Turkménistan)